# Mun In-guk
Mun In-guk (ur. 29 września 1978 w Nampo) – północnokoreański piłkarz występujący na pozycji pomocnika w klubie April 25.

## Kariera
Mun In-guk jest wychowankiem April 25, w którym nadal występuje. W 2004 roku zadebiutował w reprezentacji Korei Północnej. Został powołany do kadry na Mistrzostwa świata 2010.